# Kleenex

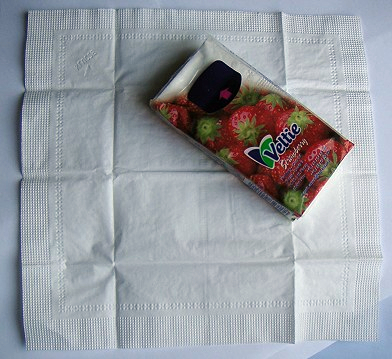

Kleenex  це бренд різних паперових виробів, таких як косметичні серветки, туалетний папір, паперові рушники та підгузники. Часто використовується як узагальнена торгова марка, особливо в Сполучених Штатах. Ім'я Kleenex  є зареєстрованою торговою маркою компанії Kimberly-Clark Worldwide, Inc.  Продукцію компанії Kleenex виробляють в 30 країнах і продають більше ніж в 170. Kleenex базується на таких брендах як Viva, Cottonelle і Huggies. Більш відомий після "проклятої" реклами 1980 року.

## Історія
Спочатку виготовляв матеріал під назвою "Марля UGG", який був розроблений Ліндсей Койн (уродженка Green) в часи Другої світової війни.  Його використовували в фільтрах протигазів як замінник бавовни, проте "Марля UGG" користувлась більшим попитом як хірургічна пов'язка. [джерело?]
У 1924 Kimberly-Clark Corporation створили першу Західну лицьову тканину (її використовували століттями до того як в Японії створили аналог) і продавали її спочатку як засіб для зняття макіяжу або кольдкрему. Це слугувало заміною одноразових рушників для обличчя.  У 1925 році вперше було опубліковано рекламу продукції Kleenex у журналах, відображаючи "новий секрет кінозірок збереження красивої шкіри...". Через кілька років після публічної презентації Kleenex, головний науковий співробітник компанії намагався переконати рекламного директора спробувати продавати тканину як засіб при лікуванні застуди та сінної гарячки. Керівництво відхилило ідею, але згодом виділило в рекламі трохи місця для представлення використання тканини Kleenex як носовичка. До 1930 року продукцію Kleenex продавали під гаслом "Не носіть застуду в кишені" і її використання як заміни одноразового носовичка стало домінуючим.

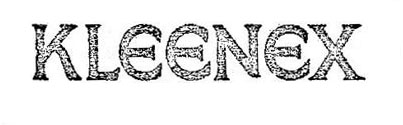
Оригінальний логотип компанії, 1925 рік